# 181 Fremont
181 Fremont és un gratacels d'ús mixt de 803 peus (245 m) al sud de Market District de San Francisco, (Califòrnia).
L'edifici, dissenyat per Heller Manus Architects, es troba al costat del Transbay Transit Center i els desenvolupaments del carrer 199 de Fremont. El propietari està gestionat per Jay Paul Company. Jay Paul Company és l'únic propietari i desenvolupador del projecte. Tota la part de l'oficina de l'edifici s'ha llogat a Facebook per allotjar la seva oficina de San Francisco i a una divisió d'Instagram.

## Història
El 2007, SKS va proposar originalment 181 Fremont Street com un gratacel d'ús mixt de 66 plantes i 274 m d'alçada, que hauria albergat 140 unitats residencials i 46.500 m² d'oficines. Obstant això, els promotors van haver de reduir l'alçada del projecte per complir amb el límit d'alçada de 213 m de la parcel·la, establert al pla del districte Transbay Center, aprovat el 2012.
No obstant, aquest límit alçada és el doble de la restricció prèvia. El disseny de la torre va ser aprovat el desembre de 2012, i posteriorment SKS Investments va posar a la venda la parcel·la.

## Disseny
L'esvelta torre d'ús mixt, desenvolupada inicialment per SKS Investments, s'eleva 700 peus (210 m) fins al terrat amb 55 pisos d'oficines i condominis residencials. Un parapet/pantalla mecànica arriba a 745 peus (227 m) i una agulla porta l'alçada total a 802,5 peus (244,6 m).
La torre contindrà 432.000 peus quadrats (40.100 m²) d'oficines als 35 pisos inferiors (del 3 al 38) i 67 condominis als 16 pisos superiors (del 41 al 57). La planta 39 inclourà serveis residencials i una terrassa a l'aire lliure de dos pisos. Els espais mecànics serien a les plantes 2 i 40. L'edifici tindrà una connexió directa amb el parc del terrat a dalt del Salesforce Transit Center adjacent des del 7è pis.
En acabar, la torre va ser l'edifici d'ús mixt més alt de San Francisco, superant la propera Millennium Tower, i el segon més alt de l'oest dels Estats Units. També va ser el tercer edifici més alt de la ciutat després de la Piràmide Transamerica i la Salesforce Tower.